# هوتلودوش-اینشوشینک
هوتلّودوش-اینشوشینک از پادشاهان عیلام در دوره عیلامی میانه (حدود ۱۱۲۰ تا ۱۱۰۰ پ. م) و از دودمان شوتروکی بود.
او فرزند کوتیر نهنونت و جانشین شیلهک اینشوشینک یکم بود. در دوران شیلهک اینشوشینک و هوتلّودوش-اینشوشینک عیلامی‌گرایی به شدت رواج داشت.
از هوتلّودوش-اینشوشینک دو آجرنبشته به‌جا مانده  که در موزهٔ آستان شاهچراغ شیراز نگهداری می‌شود. این دو آجرنبشته به همراه یک قطعه آجرنبشته دیگر به تمامی مشابه آجرنبشته‌هایی هستند که در ملیان فارس، آنشان باستانی یافت شده‌اند.
از چگونگی رسیدن این آجرنبشته‌ها به آستان شاهچراغ اطلاعاتی در دست نیست.